# گوردن، نیو ساوت ولز
گوردن (به انگلیسی: Gordon) یک حومه شهر در استرالیا است که در نیو ساوت ولز واقع شده‌است.